# Фалшфеер
Фалшфеерът е пиротехническо средство, което след запалване свети с много ярка светлина.
Използва се за сигнализация или за временно осветяване на открити пространства.
Фалшфеерите могат да бъдат със светлина с различен цвят – бял, червен, син или друг.